# Арлан (Арлановский сельсовет)
Арла́н (баш. Арлан) — село в Краснокамском районе Республики Башкортостан Российской Федерации. Административный центр Арланского сельсовета.

## Географическое положение
Расстояние до:
- районного центра (Николо-Берёзовка): 25 км,
- ближайшей ж/д станции (Нефтекамск): 18 км.

## Население
| 2002 | 2009 | 2010 |
| ---- | ---- | ---- |
| 734  | ↗763 | ↘755 |

Национальный состав
Согласно переписи 2002 года, преобладающая национальность — марийцы (89 %).